# Hermann Wunderlich (Architekt)
Hermann Wunderlich (* 7. November 1899 in Budweis; † 29. Oktober 1981 in Köln) war ein deutscher Architekt und Hochschullehrer.

## Leben
Hermann Wunderlich studierte von 1920 bis 1925 an der deutschen Technischen Hochschule (TH) in Prag Architektur. Von 1927 bis 1930 war er Assistent bei Arthur Payr. Im Anschluss betätigte er sich als freischaffender Architekt in Prag. 1932 promovierte er an der TH Prag mit der Arbeit „Über die stadtbauliche Neugestaltung von Karlsbad“. Von 1935 bis 1945 war Hermann Wunderlich außerordentlicher Professor für Städtebau und Siedlungswesen an der TH Prag. 1939 trat er der NSDAP und der SS bei. 1945 erfolgte die Übersiedlung nach Deutschland. Von 1947 bis 1966 stand er als Leiter und Prokurist der technischen Zentrale der Kaufhof AG in Köln vor.
Wunderlich starb 1981, wenige Tage vor seinem 82. Geburtstag. Er wurde in der Familiengrabstätte auf dem Kölner Melaten-Friedhof bestattet.

## Werk
Hermann Wunderlich entwickelte nach zahlreichen Wiederaufbauten für die aus der Leonard Tietz AG hervorgegangene, arisierte Kaufhof AG seit dem Beginn der 1950er Jahre eine außerordentlich moderne Warenhausarchitektur, die das Unternehmen Kaufhof schließlich zu einer für jedermann erkennbaren Corporate Identity führte, bevor der Begriff in Deutschland überhaupt eine Bedeutung hatte. Abgeleitet von einem Warenhaus-Protypen entstanden so seit spätestens 1951 immer wieder gleiche Kaufhof-Neubauten, deren Konzept auf den immer wiederkehrenden Parametern beruhte: Untergeschoss für Lebensmittelverkauf, freies Erdgeschoss, mit einem Schaufenstergürtel und großzügigem Vordach, dem schließlich Regelgeschosse folgen, die mindestens im 1. Obergeschoss noch als Verkaufsraum genutzt wurden, folgend schließlich als Lager und Warenannahme funktionierten. Den Abschluss schafft ein Staffelgeschoss mit Kragdach, welches alleine der Verwaltung sowie den Mitarbeitern zur Verfügung stand. 
Während das erdgeschossige Ladengeschoss zahlreiche Schaufenstervitrinen nach außen präsentierte, zeigen die Regelgeschosse die so unverkennbar mit dem Namen Kaufhof verbundene Leichtmetall-Glas-Fassade, die den aus Stahlbeton gefertigten, weit spannenden Decken auf wenigen massiven Rundstützen vorgehängt wurden. Die Warenhausarchitektur Wunderlichs für die Kaufhof AG ist inzwischen als ein wichtiges Zeugnis ihrer Zeit anerkannt und vielfach unter Denkmalschutz gestellt worden. Insgesamt lassen sich über 40 Neubauten von Kaufhof-Filialen in deutschen Städten (unter anderem in Mainz, Aachen, Darmstadt, Düsseldorf, Frankfurt, Freiburg, Hamburg, Hanau, Kassel, Krefeld, Ludwigshafen, Mülheim, Nürnberg, Saarbrücken, Wuppertal-Elberfeld) auf ihn zurückführen. Für das Verständnis der Architektur der sogenannten „Ersten Phase“ der Nachkriegsarchitektur ist der städtebauliche Aufbruch essentiell. Die Abkehr von der dichten und nicht lebenswerten Stadt aus der Zeit der Industrialisierung ist ein unbedingter Schlüssel zum Lesen jener Architektur, die schlussendlich im „Internationalen Stil“ aufgeht. 
Wunderlich arbeitete bei seinen Arbeiten oft mit dem Architekten Reinhold Klüster zusammen. 
Warenhaus-Bauten in Köln:
- 1953/1954, Kämmergasse 39–41, Kaufhof-Verwaltungsgebäude
- 1956/57: Cäcilienstraße 2, Warenhaus-Erweiterung der Kaufhof AG[2]
- 1956/57: Cäcilienstraße 22, Kaufhof-Parkhaus[3]
- 1958: Kalker Hauptstraße 108–122, Warenhaus für die Kaufhof AG

Warenhaus-Bauten außerhalb (Auswahl):
- 1951: Mainz, Warenhaus für die Kaufhof AG[4]
- 1952: Darmstadt, Rheinstraße 2, Warenhaus für die Kaufhof AG[4]
- 1954: Frankfurt, Warenhaus für die Kaufhof AG an der Hauptwache
- 1955: Aachen, Adalbertstraße 20–30, Warenhaus für die Kaufhof AG
- 1955: Kassel, Opernplatz, Warenhaus für die Kaufhof AG
- 1957: Hanau, Neustädter Markt, Warenhaus für die Kaufhof AG
- 1960: Ludwigshafen/Rhein, Bismarckstraße 63, Kaufhaus für die Kaufhof AG
- 1960: Wuppertal-Elberfeld, Bahnhofstraße 82, Warenhausum- und Anbau für die Kaufhof AG
- 1962: Saarbrücken, Bahnhofstraße 82, Passage-Kaufhaus für die Kaufhof AG
- 1962/63: Nürnberg, Königstraße 42–52, Warenhaus für die Kaufhof AG[5]
- 1962/63: Mülheim, Friedrich-Ebert-Straße 35, Warenhauserweiterung und Parkhausanbau für die Kaufhof AG[6]
- 1963/64: Wuppertal-Barmen, Alter Markt, Warenhaus und Parkhaus für die Kaufhof AG[7]
- 1966/67: Hamburg, Mönckebergstraße 3, Umbau des Kontorhauses des Wollgroßhändlers H.A. Klöpper zu einer Filiale der Kaufhof AG[8]